# Shahapur
Shahapur es una ciudad censal situada en el distrito de Bhandara en el estado de Maharashtra (India). Su población es de 4459 habitantes (2011). 

## Demografía
Según el censo de 2011 la población de Shahapur era de 4459 habitantes, de los cuales 2237 eran hombres y 2222 eran mujeres. Shahapur tiene una tasa media de alfabetización del 89,55%, superior a la media estatal del 82,34%: la alfabetización masculina es del 93,57%, y la alfabetización femenina del 85,56%.